# Dominik Ouschan
Dominik Ouschan (Hohenems, 28 januari 1984) is een Oostenrijks voormalig voetbalscheidsrechter. Hij was in dienst van FIFA en UEFA tussen 2015 en 2017. Ook leidt hij van 2011 tot 2019 wedstrijden in de Bundesliga.
Op 31 juli 2011 leidde Ouschan zijn eerste wedstrijd in de Oostenrijkse nationale competitie. Tijdens het duel tussen Red Bull Salzburg en SV Mattersburg (0–0) trok de leidsman zesmaal de gele kaart. In Europees verband debuteerde hij tijdens een wedstrijd tussen Shamrock Rovers en Progrès Niederkorn in de eerste voorronde van de Europa League; het eindigde in 3–0 voor de thuisclub en Ouschan gaf vijf gele kaarten. Zijn eerste interland floot hij op 27 mei 2016, toen Tsjechië met 6–0 won van Malta door doelpunten van Jaroslav Plašil, Milan Škoda, Roman Hubník, David Lafata, Tomáš Necid en Patrik Schick. Tijdens dit duel hield Ouschan zijn kaarten op zak.

## Interlands
| Datum       | Plaats               | Wedstrijd        | Uitslag | Competitie        | Kreeg geel | Kreeg voor de tweede keer geel en dus rood | Weggestuurd |
| ----------- | -------------------- | ---------------- | ------- | ----------------- | ---------- | ------------------------------------------ | ----------- |
| 27 mei 2016 | Kufstein, Oostenrijk | Tsjechië – Malta | 6 – 0   | Vriendschappelijk | 0          | 0                                          | 0           |